# Андрей Солунски
Андрей (на гръцки: Ανδρέας, Андреас) е православен духовник, солунски архиепископ и светец от края на V и началото на VI век.

## Биография
В една омилия, посветена на Благовещение Богородично, от 25 март 842 година архиепископ Лъв Солунски споменава „паметта на светия Андрей Солунски“ и казва, че е роден в Хиераполис Сирийски край река Ефрат, и че е станал архиепископ на Солун след Евкситей по времето на император Зенон (474 - 491) и умрял по времето на император Анастасий (491 - 518). В солунската църква „Света Богородица Неръкотворна“ е открит мозаечен надпис „ΥΠΕΡ ΕΥΧΗΣ ΑΝΔΡΕΟΥ ΤΑΠΙΝΟΥ“, която се датира в 450 – 460 година. Този Андрей от надписа се идентифицира с презвитер Андрей, който е представител на архиепископ Евкситей на Халкидонския събор в 451 година. Много вероятна е и идентификацията с архиепископ Андрей, наследил Евкситей на солунската катедра.
Андрей Солунски е привърженик на Енотикона - христологичен документ от 482 година, издаден от император Зенон, който има за цел да примири привържениците на Халкидонската догма и техните противници. Заради това папа Феликс III на 22 юли 484 година свиква събор, на който Акакий I Константинополски е отлъчен и така се получава Акакиевата схизма между Константинополската и Римската църква. За да постигне примирение със Западната църква, Андрей Солунски праща на неуспешна мисия в Рим при папа Анастасий II дякон Фотин Солунски.
Умира в началото на VI век.